# Аратиба
Аратиба (порт. Aratiba)  —  муниципалитет в Бразилии, входит в штат Риу-Гранди-ду-Сул. Составная часть мезорегиона Северо-запад штата Риу-Гранди-ду-Сул. Входит в экономико-статистический  микрорегион Эрешин. Население составляет 6616 человек на 2007 год. Занимает площадь 341,072 км². Плотность населения — 19,1 чел./км².

## История
Город основан 10 апреля 1955 года. 

## Статистика
- Валовой внутренний продукт на 2006 составляет 420.486.302,92 реалов (данные: Бразильский институт географии и статистики).
- Валовой внутренний продукт на душу населения на 2006 составляет 64.640,48 реалов (данные: Бразильский институт географии и статистики).
- Индекс развития человеческого потенциала на 2000 составляет 0,792 (данные: Программа развития ООН).

## География
Климат местности: тропический гумидный.